# Tylophora glabriflora
Tylophora glabriflora là một loài thực vật có hoa trong họ La bố ma. Loài này được (Warb.) Schltr. miêu tả khoa học đầu tiên năm 1905.